# La Vengeance des Barbares
Pour plus de détails, voir Fiche technique et Distribution.
La Vengeance des Barbares (La vendetta dei barbari) est un film historique italien sorti en 1960, réalisé par Giuseppe Vari.

## Synopsis
En 408 ap.J.C., Alaric mène les Wisigoths qui envahissent Ravenne, où régnait l'empereur Honorius. Ils sont arrêtés par les légions romaines et la sœur de l'empereur, Galla Placidia. Peu après, ils recommencent à attaquer, et Galla Placidia est capturée par leur chef, Athaulf. Honorius envoie le consul Olympius pour la libérer, avant de gérer son mariage, pour que tous retournent tranquillement dans leur patrie.

## Fiche technique
- Titre français : La Vengeance des Barabares[1],[2]
- Titre original italien : La vendetta dei barbari
- Genre : drame, historique, péplum
- Réalisation : Giuseppe Vari
- Scénario : Enrico Formai, Gastone Ramazzotti
- Production : Alessandro Santini pour Oriental Film
- Photographie : Sergio Pesce
- Montage : Giuseppe Vari
- Musique : Roberto Nicolosi
- Décors : Ivo Battelli
- Costumes : Giorgio Desideri
- Langue : italien
- Pays de production :  Italie
- Année de sortie : 1960
- Date de sortie en salle en France : 11 août 1961[2],[1]

## Distribution
- Daniela Rocca : Galla Placidia, soeur d'Honorius
- Anthony Steel : Olympius, consul de Rome
- Robert Alda : Athaulf
- José Greci : Sabina
- Mario Scaccia : Honorius, empereur d'Occident
- Evi Marandi : Ameria, fiancée d'Athaulf
- Arturo Dominici : Anthémius
- Cesare Fantoni : Alaric, roi des Wisigoths
- Gilberto Mazzi : Gaius, scribe
- Dario Dolci
- Anita Todesco
- Amedeo Trilli
- Giulio Maculani
- Paolo Reale
- Andrea Petricca
- Joe Kamel
- Sergio Calò
- Tom Felleghy : officier romain
- Giovanni Vari
- Juan Valejo
- Antonio Gradoli : Attale